# Yucca × schottii
Yucca × schottii là một loài thực vật có hoa lai ghép trong họ Asparagaceae. Loài này được Engelm. miêu tả khoa học đầu tiên năm 1873.